# テバトロン
座標: 北緯41度49分55秒 西経88度15分06秒 / 北緯41.831904度 西経88.251715度
テバトロン（英語：Tevatron）は、アメリカ合衆国イリノイ州バタビアにあるフェルミ国立加速器研究所（フェルミラボ）が有する衝突型粒子加速器である。2008年にCERNのLHCが稼動開始するまでは世界最大の衝突型加速器であった。周長6.3kmのシンクロトロンを用いて、陽子と反陽子を最大エネルギー1TeVまで加速することが可能であり、これは「テバトロン」の名称の由来ともなっている。テバトロンは1億2000万ドルの工費をかけて、1983年に完成した。稼働開始後も定期的に性能向上が図られ、1994年には2億9000万ドルをかけてメイン・インジェクター（前段加速器）が新設された。トップクォークの発見に初めて成功するなどの功績をあげたものの、LHCの稼働開始によりテバトロンは2010年頃に運用を終了する見込みとなった。2010年には、一度2014年まで運用を延期する計画が持ち上がったものの資金不足により頓挫し、2011年1月10日にアメリカ合衆国エネルギー省よりテバトロンを閉鎖するという発表がされ2011年9月30日14時（アメリカ夏時間）に運転終了した。

## 歴史
1968年12月1日、線形加速器（リニアック）が起工した。メイン加速器の格納容器は1969年10月3日に、NALの所長ロバート・ラスバン・ウィルソンが最初にシャベルで地面を掘って建設を開始した。これが周長6.3 kmのフェルミラボのメインリングとなった。
リニアックは最初の200 MeVビームを1970年12月1日に始動した。ブースターの8 GeVビームは1971年5月20日に初めて生成された。1971年6月30日に、陽子ビームが国立加速器研究所のメインリングを含む加速器システム全体に初めて導入された。ビームは7 GeVまでしか加速されなかった。当時、ブースター加速器はリニアックから200 MeVの陽子を取り出し、そのエネルギーを80億電子ボルトまで「ブースト」した。その後、陽子はメイン加速器に入射された。
同年のメインリングが完成する前、ウィルソンは1971年3月9日に原子力合同委員会に対して、超伝導磁石を使用することでより高いエネルギーを達成することが可能であると証言した。彼はまた、メインリングの既存の磁石と並行して稼働させるために、メインリングのトンネルを使用して同じ場所に新しい磁石を設置することを提案した。これがテバトロンプロジェクトの出発点だった。テバトロンは1973年から1979年まで研究開発段階にあり、メインリングにおける加速は引き続き強化された。
一連のマイルストーンとして、1972年1月22日に20 GeV、2月4日に53 GeV、2月11日に100 GeVにまで加速が向上した。1972年3月1日、NAL加速器システムは陽子ビームを初めて当時の設計エネルギーである200 GeVまで加速した。1973年末までに、NALの加速器システムは300 GeVで日常的に稼働するようになった。
1976年5月14日に、フェルミラボは陽子のエネルギーを500 GeVまで引き上げた。この成果により、1000 GeVに等しいテラ電子ボルト (TeV)という新しいエネルギースケールを導入する機会が得られた。その年の6月17日、ヨーロッパのスーパー陽子シンクロトロン加速器(SPS)では400 GeVの初期循環陽子ビーム（高周波電力の加速なし）しか得られていなかった。
従来の磁石のメインリングは、その下に超伝導磁石を設置するために1981年に閉鎖された。メインリングは、2000年にメインリングの西側にメインインジェクターが完成するまで、テバトロンのインジェクターとして機能し続けた。これは当時「Energy Doubler（エネルギーを2倍にするもの）」として知られていたが、最初の加速されたビーム—512 GeV—は1983年7月3日に生成された。
初期エネルギー800 GeVが1984年2月16日に達成された。1986年10月21日、テバトロンにおける加速は900 GeVまで押し上げられ、1986年11月30日に初めて1.8 TeVの陽子‐反陽子衝突が成し遂げられた。
メインリングに取って代わったメインインジェクターは290万ドルの費用で1993年から6年間に建てられた、最も重要な追加だった。テバトロンコライダーランIIは施設のアップグレードが正常に完了した後、2001年3月1日に開始された。それ以降、ビームは980 GeVのエネルギーを供給することができた。
2004年7月16日に、テバトロンはCERNのインターセクティングストレージリング(ISR)が以前に保持していた記録を破る新たなピークルミノシティを達成した。フェルミラボの記録は2006年9月9日に2倍になり、2008年3月17日に3倍以上になり、最終的に2010年4月16日には2004年の記録の4 倍 (4×1032 cm−2 s−1)になった。
テバトロンは2011年9月30日に運転終了した。2011年末までに、CERNの大型ハドロン衝突型加速器（LHC）は、テバトロンの約10倍のルミノシティ( 3.65×1033 cm−2 s−1)とすでにテバトロンの能力(0.98 TeV)の約3.6倍となるビームエネルギー3.5 TeV（2010年3月18日以降）をそれぞれ達成している。

## メカニズム
加速はいくつかの段階で引き起こされていた。第一段階は750 keVのコッククロフト・ウォルトン前段加速器で、水素ガスがイオン化され、正電圧を使用して生成された負イオンが加速された。次に、長さ150 メートルの線形加速器（リニアック）に送られたイオンは、振動電場を使用して400 MeVまで加速された。その後、イオンはカーボンホイルを通過して、電子を除去し、荷電した陽子はブースターに移動した。
ブースターは小さな円形のシンクロトロンであり、その周りを陽子が最大20,000回通過することで、約8GeVのエネルギーが得られた。ブースターから粒子はメインインジェクターに供給された。メインインジェクターは1999年に完成し、多くのタスクを実行していた。陽子を最大150 GeVまで加速、反陽子を生成するために120 GeVの陽子を生成、 反陽子のエネルギーを150 GeVまで増加させる、そして陽子または反陽子をテバトロンに入射させることができた。反陽子は反陽子源によって生成された。120 GeVの陽子がニッケルターゲットと衝突し、反陽子を含む一連の粒子が生成され、アキュムレータリングに収集および保存することができた。そしてリングは反陽子をメインインジェクターに渡すことができた。
テバトロンは、メインインジェクターからの粒子を980 GeVまで加速できた。反対方向に加速された陽子と反陽子は、CDF検出器とDØ検出器で経路が交差し、1.96 TeVで衝突した。粒子を軌道上に保持するために、テバトロンは液体ヘリウムで冷却され4.2テスラの磁場を生み出す774個のニオブチタン超電導双極磁石を使用した。磁場は粒子が加速するにつれ、約20秒傾斜した。別の240個のNbTi四重極磁石を使用してビームの焦点を合わせた。
初期のテバトロンの設計ルミノシティは1030 cm−2 s−1だったが、アップグレード後、最大4×1032 cm−2 s−1のルミノシティを実現することができた。
1993年9月27日、テバトロン加速器の低温冷却システムは米国機械学会によって国際的歴史的建造物に選ばれた。テバトロンの超電導磁石に低温の液体ヘリウムを供給するこのシステムは、1978年の完成時点で存在する最大の低温システムだった。このシステムによって、粒子ビームを曲げて焦点を合わせる磁石のコイルは超伝導状態に保たれたため、常温のときの3分の1しか電力を消費しなかった。

## 成果
テバトロンは理論素粒子物理学で予測されたいくつかの亜原子粒子の存在を確認もしくは存在について示唆を与えた。1995年、CDF実験とDØ実験の共同研究によるトップクォークの発見が発表され、2007年までにその質量(172 GeV)を1%に近い精度で測定した。 
2006年、CDF共同研究グループはBs振動を初めて測定したことと2種類のシグマ粒子を観測したことを報告した。2007年、DØとCDFの共同研究グループは「カスケードB粒子」(Ξ−
b) グザイ粒子の直接観測を報告した。
2008年9月、DØ共同研究グループは測定された質量がクォークモデルの予測より有意に大きい「二重ストレンジ」オメガ粒子Ω−
bの検出を報告した。2009年5月、CDF共同研究グループはDØ実験のおよそ4倍のデータサンプルの分析に基づくΩ−
b の探索結果を公開した。CDF実験の質量測定値は6054.4±6.8 MeV/c2で、標準モデルの予測と非常によく一致しており、DØ実験で以前に報告された値のような兆候は見られなかった。DØとCDFの2つの矛盾する結果は111±18 MeV/c2すなわち6.2標準偏差の差異がある。CDFによって測定された質量が理論的予測値とよく一致することから、CDFによって発見された粒子が実際にΩ−
bであることが強く示唆されている。LHC実験の新しいデータにより、近い将来に状況が明らかになると期待される。
大型ハドロン衝突型加速器 (LHC)で予定されていた発表の2日前の2012年7月2日、CDFとDØの共同研究によるテバトロン衝突型加速器の科学者は、2001年以降に発生した約500兆回の衝突の分析結果を発表した。ヒッグス粒子の質量は115〜135 GeVの範囲にありそうであることを発見した。観察された兆候の統計的有意性は2.9シグマであり、これはこのような特性を持つ粒子が実際に存在しなかった場合、その大きさの信号が発生する可能性は550分の1にすぎないことを意味する。しかし、テバトロンからのデータ分析では、最終的にヒッグス粒子が存在するかどうかの問題は解決しなかった。大型ハドロン衝突型加速器の科学者が2012年7月4日に質量125.3 ± 0.4 GeV (CMS)あるいは126 ± 0.4 GeV (ATLAS)というより正確なLHCの結果を発表した。LHCとテバトロンのヒッグス粒子が存在する質量範囲に関する測定結果が矛盾しないことにより、ヒッグス粒子が存在する強い証拠となった。

## 地震検知
地震は、たとえ数千マイル離れていたとしても、磁石に強い動きを引き起こし、ビームの品質に悪影響を与え、さらには破壊することさえあった。そのため、テバトロンの磁石に傾斜計を取り付けて、微小な動きを監視し、問題の原因をすばやく特定できるようにした。ビームを破壊したことが知られている最初の地震はデナリ地震 (2002年)で、2004年6月28日に発生した中程度の局所地震によるコライダーのシャットダウンもあった。それ以来、スマトラ島沖地震 (2004年)、スマトラ島沖地震 (2005年)、ニュージーランドのギズボーン地震 (2007年)、ハイチ地震 (2010年)およびチリ地震 (2010年)といった20を超える地震から発生するシャットダウンに至らない微小な地震動がテバトロンで検出された。